# Larbi Benbarek
Larbi Benbarek (arabiska: العربي بن مبارك), född 16 juni 1914 i Casablanca, Marocko, död 16 september 1992 i samma stad, var en fransk-marockansk fotbollsspelare och tränare, som kallades för den svarte pärlan. Benbarek är en fotbollslegend i Marocko. En stadium i Casablanca bär hans namn "Stade Larbi Benbarek".